# Brandon Kroeger
Brandon Kroeger (Hanna, 1971) é um baterista Canadense.
Foi o baterista original do grupo de rock Nickelback. Ele foi da primeira formação da banda, junto com seus primos Chad Kroeger e Mike Kroeger.
Foi substituído por Ryan Vikedal, o qual foi substituído por Daniel Adair, atual baterista do conjunto.